# Stane Kovač (komunist)
Stane Kovač, slovenski komunist, častnik, partizan prvoborec, * 1919, Ljubljana. - 1993 ?
Leta 1941 je vstopil v NOB. Postal je sekretar OK KPS za Vrhniko, sekretar PK SKOJ za Slovenijo in član CK SKOJ. 

## Napredovanja
- rezervni polkovnik JLA (?)

## Odlikovanja
- red ljudske osvoboditve
- red zaslug za ljudstvo I. stopnje
- red bratstva in enotnosti I. stopnje
- red za hrabrost
- partizanska spomenica 1941